# Richard P. Binzel
| Entdeckte Asteroiden: 3 | Entdeckte Asteroiden: 3 | Entdeckte Asteroiden: 3 |
| ----------------------- | ----------------------- | ----------------------- |
| Nummer und Name         | Entdeckungsdatum        |                         |
| (11868) Kleinrichert    | 2. Oktober 1989         |                         |
| (13014) Hasslacher      | 17. November 1987       |                         |
| (29196) Dius            | 19. Dezember 1990       |                         |

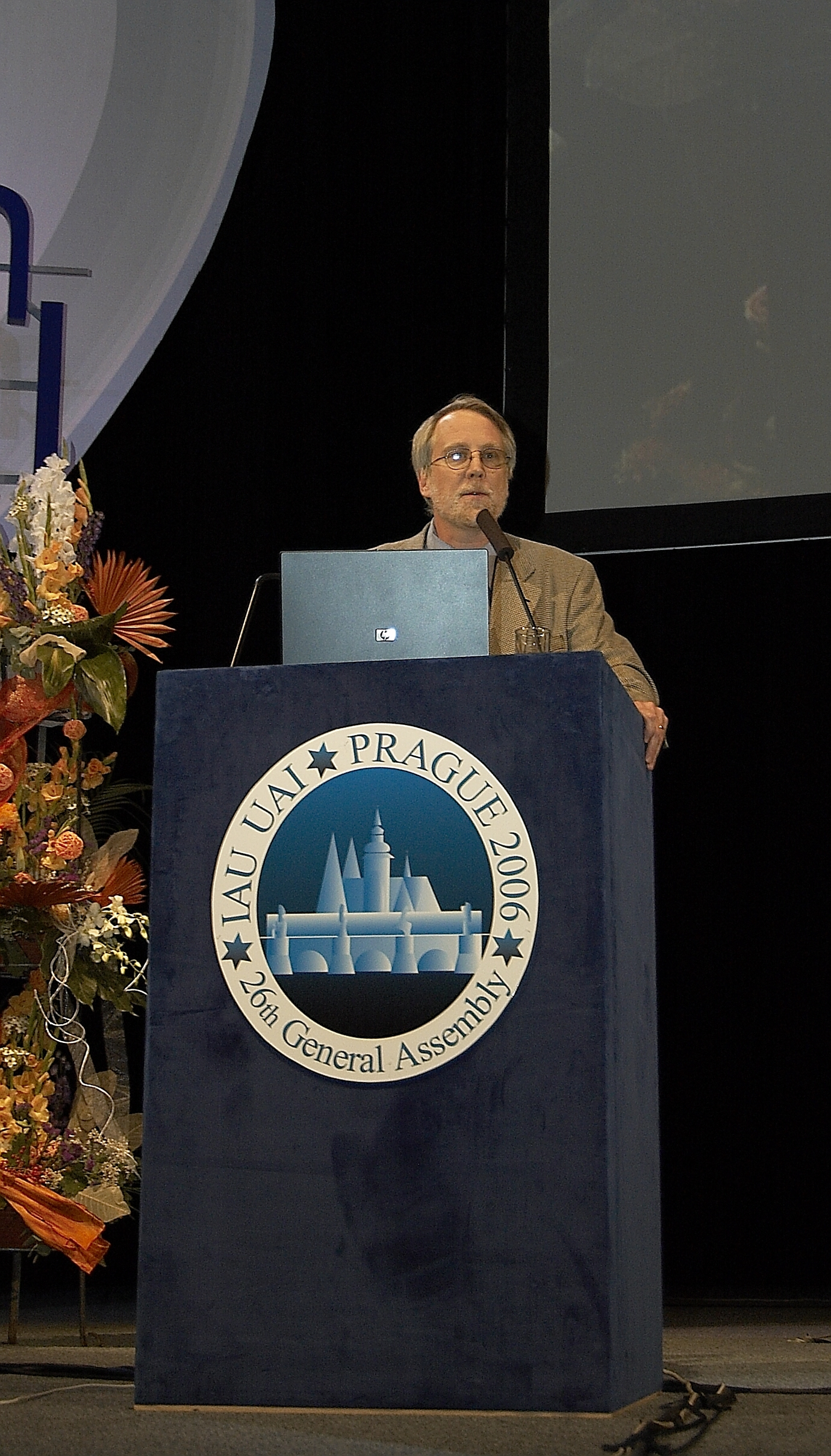
Richard P. Binzel

Richard P. Binzel (* 1958 in Washington Court House, Ohio) ist ein US-amerikanischer Astronom.
Er ist Professor für Planetologie am Massachusetts Institute of Technology und der Urheber der Turiner Skala zur Einschätzung der Gefahren bei riskanten Annäherungen erdnaher Asteroiden und Kometen und deren Wirkungen im Falle eines Einschlags.
Im Laufe seiner Arbeit entdeckte Richard Binzel zwischen 1987 und 1990 insgesamt 3 Asteroiden.
In Anerkennung seiner Leistung wurde ihm 1991 der Harold-C.-Urey-Preis der American Astronomical Society verliehen. Der Asteroid (2873) Binzel wurde nach ihm benannt.